# 알렉산더 아널드
알렉산더 아널드(Alexander Arnold, 1992년 12월 21일 ~ )는 잉글랜드의 배우이다. 《스킨스》에서 리치 하드벡 역으로 잘 알려져 있다.

## 출연 작품
- 웨스턴 리벤지 (2014년) - 보이첵 역
- 폴다크 (2015년)
- 예스터데이 (2019년) - 개빈 역
- 아웃포스트 (2020년) - 크리스 그리핀 역